# Johannes Golla
Johannes Golla (Wiesbaden, 5 de noviembre de 1997) es un jugador de balonmano alemán que juega de pívot en el SG Flensburg-Handewitt de la Bundesliga. Es internacional con la selección de balonmano de Alemania.
Su primer gran campeonato con la selección fue el Campeonato Europeo de Balonmano Masculino de 2020.

## Palmarés

### Selección nacional
| Juegos Olímpicos | Juegos Olímpicos | Juegos Olímpicos | Juegos Olímpicos |
| Año              | Lugar            | Medalla          |                  |
| ---------------- | ---------------- | ---------------- | ---------------- |
| 2024             | París            | Medalla de plata |                  |

### Flensburg
- Liga de Alemania de balonmano (1): 2019
- Supercopa de Alemania de balonmano (1): 2019
- Liga Europea de la EHF (1): 2024

## Clubes
| Club                   | País     | Año         |
| ---------------------- | -------- | ----------- |
| MT Melsungen           | Alemania | 2015 - 2018 |
| SG Flensburg-Handewitt | Alemania | 2018 - Act. |